# Pizza alla Campofranco
La pizza alla Campofranco è un piatto tradizionale di Napoli, in Campania.

## Etimologia e storia
Piatto di origini aristocratiche, la pizza alla Campofranco prende il nome dal monzù dei principi Lucchese-Palli di Campofranco, luogotenente presso il Regno delle Due Sicilie, che elaborò e portò la ricetta a Napoli.  La pizza alla Campofranco è considerata oggigiorno una delle tipologie di pizza più fini e caratteristiche del capoluogo campano.

## Caratteristiche
La pizza alla Campofranco è composta da due dischi di pasta brioche con farina di frumento, burro, uova e lievito, che racchiudono un companatico di pomodoro fresco scottato nell'olio, mozzarella, abbondante parmigiano, ed eventualmente prosciutto. Il piatto viene anche dorato con l'uovo sbattuto prima di venire infornato. La pizza alla Campofranco va mangiata caldissima.